# 卡尔托切托
卡尔托切托（義大利語：Cartoceto），是意大利佩萨罗-乌尔比诺省的一个市镇。总面积23.16平方公里，人口7933人，人口密度342.5人/平方公里（2008年）。ISTAT代码为041010。